# Kurt Dörnemann
Kurt Dörnemann bei einer Theater-Ausstellungseröffnung, 1990

Link zum Bild

Kurt Dörnemann (* 21. August 1913 in Witten; † 7. Januar 2009 in Bochum) war ein deutscher Schriftsteller.

## Leben
Kurt Dörnemann besuchte das Städtische Gymnasium Witten und legte dort 1931 die Reifeprüfung ab. Nach einem Volontariat war er in Bochum als Redakteur bei der Westfälischen Volkszeitung und beim Bochumer Anzeiger tätig. Er nahm als Soldat der Wehrmacht am Zweiten Weltkrieg teil und geriet in Gefangenschaft. Nach Kriegsende war er als freier Kulturjournalist und Kritiker für diverse Zeitungen tätig. Von 1965 bis 1976 war er Kulturredakteur beim Westdeutschen Rundfunk. Von 1951 bis 1986 verfasste er regelmäßig Rezensionen und Theaterbeiträge für den Westfalenspiegel. Daneben befasste er sich mit der Theaterkultur des Ruhrgebiets und trug eine umfangreiche Sammlung zu diesem Thema zusammen, die er in Ausstellungen präsentierte und 1987 dem Germanistischen Institut der
Universität Bochum schenkte. Kurt Dörnemann lebte in Bochum.
Er ist Verfasser von Erzählungen, Reportagen, Essays, Theaterstücken, Hörspielen, Rundfunkfeatures  und theatergeschichtlichen Werken.
Zudem war er Mitglied der Deutschen
Shakespeare-Gesellschaft West und der Société Internationale des Amis de Montaigne. Er war Träger des Ehrenrings der Stadt Bochum und der Universitätsmedaille der Ruhr-Universität Bochum.
2004 erhielt er das Bundesverdienstkreuz am Bande.
Kurt Dörnemann starb am 7. Januar 2009 in Bochum.

## Werke
- Die Stiefel des Glücks. Berlin 1954.
- Die Ruhrfestspiele. Düsseldorf 1958.
- Der dreizehnte im Schloß. Berlin 1959.
- Nur ein Besuch in Lille. Recklinghausen 1960.
- Schauspiel in Bochum. Bochum 1963.
- Saladin Schmitt. Bochum 1964.
- Die Stiefel des Glücks und andere Erzählungen. Recklinghausen 1969.
- Shakespeare-Theater, Bochum 1919–1979. Laupenmühlen Druck, Bochum 1979.
- Theater im Krieg. Bochum 1990.
- Ölkräbbelchen, Kino, der Fremdenlegionär und anderes aus einer Kindheit an der Ruhr. Witten 1991.
- Theatermacher in Witten. Witten 1997.
- Nur einmal fällt ein Pistolenschuß. Bochum 2002.
- Was für ein Theater. Bochum 2003.
- „Das Jaguarmädchen“, „Der Thron des Inka“, „Ein Gott mit gelben Füßen“ und andere abenteuerliche Geschichten nicht nur für junge Leser. Bochum 2003.
- Mein Bochum der frühen Jahre. Bochum 2004.
- Märchen – nicht nur für junge Leute. Bochum 2004.
- Im Weinberg von Saint Cyprien. Bochum 2008.

Herausgeberschaft
- Carl Arnold Kortum: Denn seit undenklichen Zeiten her war kein so berühmter Nachtwächter als er. Bochum 1955.
- ... sind wir immer noch die Bochumer Jungen. Bochum 1961.
- Blick in das Weltall. Bochum 1964.
- Geschichte bei Shakespeare. Bochum 1982.
- Thomas Grochowiak. Recklinghausen 1984.
- Siegfrieds Tod und Kriemhilds Rache. Bochum 1987.
- Wilhelm Busch: Bilder zur „Jobsiade“. Bochum 2003.

Übersetzungen
- Aral-Auto-Reisebuch Frankreich. Dortmund 1978.
- Eugène Labiche: Die Affäre der Rue de L'Ourcine. München 1967.
- Eugène Labiche: Die Reise des Herrn Perrichon. München 1967.
- Pierre Carlet de Marivaux: Das Spiel von Liebe und Zufall. München u. a. 1961.